# Сун'юе (пагода)
Сун'юе (кит.: 嵩岳寺塔) — пагода в китайській провінції Хенань, біля буддійського монастиря Сун'юе на горі Суншань. Перлина стародавньої архітектури. Входить до переліку історичних пам'яток Денфен в «Центрі Неба та Землі», які у 2010 році зараховані до Світової спадщини ЮНЕСКО. За час свого існування витримала декілька потужних землетрусів та буревіїв.

## Історія
Є найстарішою з натепер існуючих пагод у Китаї. Зведено в часи правління імператорів з династії Північна Вей. Розпочато зведення у 509 році за наказом Сюань У-ді як імператорського палацу, а завершено у 523 році при його наступникові Сяо-мін-ді, який перетворив Сун'юе на храм у 520 році.
У 602 році імператор Вень-ді з династії Суй дав цьому храмові й пагоді сучасну назву «Сун'юе». Імператриця У Цзетянь перетворила його на власний палац. Велика розбудова храму і пагоди відбулася в часи династії Тан наприкінці VII — напочатку VIII ст. Вважається, що часткова реконструкція відбулася у 773 році.
У 1400 році в часи династії Мін тут відбулися відновлювальні роботи, оскільки пагода постраждала від значних дощів та ерозії ґрунту. З цим періодом пов'язана легенда про чорного пітона, що хотів висмоктати сили з молодого буддійського ченця, проте старий майстер цьому завадив.
У 1930-х роках перший науковий опис пагоди зробив архітектор Лю Дунчжен. У 1950-х роках сприяв її збереженню Лян Сичен. У 1961 році уряд КНР вніс пагоду до переліку культурних цінностей. У внутрішній підземній кам'яній пагоді у 1988 році працівниками Інституту стародавньої архітектури провінції Хенань знайдено 70 буддійських реліквій, зокрема 12 статуй. У 2010 році разом з іншими будівля біля гори Суншань увійшла до списку Всесвітньої спадщини ЮНЕСКО. Має найвищу категорію ААААА за Рейтингом туристичних визначних пам'яток. Відкрита для туристів, вартість квитків 80 юанів.

## Опис
Розташовано в 5 км на південний захід від м. Денфен, з південної частини гори Суншань. Пагоду створено під впливом мистецтва Гандхара. В ній поєднано стародавні принципи буддійської архітектури з тогочасними знаннями китайської архітектури — округлі форми індійської ступи стали кутоподібними, зберігши загалом традиційну форму.
Основу складає цегляна кладка, яку зміцнено за допомогою клейкого рису, розчину жовтого бруду. Загальна висота становить 37.045 метрів, нижній діаметр — 10,6 м, діаметр на висоті — 5 метрів, товщина стінки 2,5 м. База пагоди доволі низька. У пагоді нараховується 15 поверхів, які мають форму параболи, її краї представляють собою 12-кутник. Всередині стіни циліндричні з 8 рівнями. Дверей і вікон в ній 492. Зовні цегла вкрита вапняним розчином.
Розділена на верхню і нижню половини, стіни кожної з яких мають різну довжину. Чим вище вгору, тим менше внутрішній периметр пагоди. Під пагодою розташовано підземний палац з численними коридорами завширшки 120 см. Його переобладнано в часи династії Тан. Вважається, що його створено за часів північної Вей або Суй, а потім в часи Тан доведено до тогочасних стандартів. Наукові віднесли його до так званого типу «А» династії Тан. Також тут розташовані поховальні камери та внутрішня камера для зберігання буддійських реліквій.